# Astral City – Unser Heim
Astral City – Unser Heim (Originaltitel Nosso Lar, übersetzt „Unser Heim“ bzw. „Unser Zuhause“) ist ein brasilianisches Filmdrama von Wagner de Assis aus dem Jahr 2010. Die Geschichte basiert auf dem Buch Nosso Lar, das 1943 vom nominierten Friedensnobelpreisträger Chico Xavier geschrieben wurde.

## Handlung
Dr. André Luiz ist ein hoch angesehener Arzt, der so beschäftigt ist, dass er kaum Zeit für seine Frau und seine drei Kinder findet. Nachdem er zusammengebrochen und während der nachfolgenden Operation unerwartet verstorben ist, findet er sich in einer Art Schattenwelt wieder, die sich Umbral nennt und eine Art Fegefeuer ist. Es ist ein dunkler, sumpfiger Ort voller leidender Menschen. Eine durchdringende Kälte umgibt ihn und er verspürt Hunger, Durst, Schmerz und auch Angst. Seine Bestürzung darüber, sich an einem solchen Ort wiederzufinden, ist groß. Schnell erkennt er aber auch, dass das Leben ein ewiger Kreislauf zu sein scheint. Es stellt sich heraus, dass bestimmte Formen der Ausschweifung wie Wut, Zorn, Hass, Gier und Begierde, Selbstsucht und Stolz, Neid und Völlerei, Materialismus und dergleichen gleichbedeutend mit Selbstmord sind, weshalb er als Selbstmörder gebrandmarkt ist, ohne nach seinem Verständnis einen solchen begangen zu haben. Derartige Sünden eiterten jedoch in seiner Seele und waren schließlich für seinen Tod mit ursächlich. Auch seine Krebserkrankung sei darauf zurückzuführen und daher selbstverschuldet. Als sein Aufenthalt in Umbral für ihn unerträglich wird, fleht er aus tiefstem Herzen, ihn aus seiner Lage zu befreien und ihm zu helfen und wird erhört.
Menschen, die in weiße Gewänder gehüllt sind, tragen ihn zur Himmelsstadt Nosso Lar, einer futuristischen Stadt, die gar nicht so weit von der Erde entfernt liegt, von einer gewaltigen Mauer umgeben ist, und nur als „unser Heim“ bezeichnet wird. Lísias stellt sich ihm vor und antwortet auf Luiz’ Frage, ob er nun tot sei, dass sein Körper gestorben sei, nur der und dass die Fragen, die er habe, zu gegebener Zeit beantwortet werden würden. Kraft seiner Hände heilt er die schlimmen Wunden, die man dem Arzt in Umbral zugefügt hat. Luiz, der ungeduldig Antworten erwartet, soll in Nosso Lar neue Ansichten über sich und das Leben auf der Erde und den Sinn des irdischen Lebens und über Inkarnation sowie das Leben im Jenseits gewinnen. Um Kontakt zu seiner Familie aufnehmen zu dürfen, muss Luiz sich auch mit Arbeitsstunden in die neue Gemeinschaft einbringen.
Der Arzt ist bemüht die wertvollen Lektionen, die er über das Leben lernt, und seine neue Realität zu verstehen, daraus zu lernen und zu einem besseren und selbstloseren Menschen zu werden. Schmerzlich ist es für ihn, zu erfahren, dass nur zwei Menschen während seiner Sterbestunde für ihn gebetet haben, zum einen Dona Amélia, eine Frau, die ihn mochte, weil er sich ohne Honorar um sie und ihren Ehemann gekümmert hatte, und zum anderen seine Mutter, die im Geiste auch bei ihm war, als er starb. Nach einer gewissen Zeit begegnet er seiner Mutter in Nosso Lar wieder, was für beide ein sehr glücklicher Moment ist. Sie genießt das Privileg, in den höheren Sphären leben zu dürfen, sodass André sie jederzeit wiedersehen kann und darf.
Nachdem André die Erlaubnis erhalten hat, seine Familie auf der Erde zu besuchen, muss er enttäuscht feststellen, dass seine Frau Zélia ihn vergessen zu haben scheint und inzwischen Ernesto, einen anderen Mann, geheiratet hat, was kurzfristig dazu führt, dass der alte André wieder von ihm Besitz ergreift. Obwohl es nicht leicht für ihn ist, ringt er sich dazu durch, seiner Frau ihr neues Glück zu gönnen und sogar aktiv dazu beizutragen und so seinen Frieden zu finden. Dazu trägt auch bei, dass seine Tochter sehr lieb und verständnisvoll über ihn spricht und er merkt, dass er irgendwie doch noch in den Herzen der ihm auf Erden liebsten Menschen ist. André Luiz zieht das Resümee, dass das Leben nicht endet und der Tod ein dunkles Spiel der Illusionen ist – in Wahrheit aber ein erneuernder Hauch.

## Produktion

### Produktionsnotizen, Dreharbeiten
Der Film wurde von Cinética Filmes e Produções, Migdal Filmes, Fox Film do Brasil und Globo Filmes produziert. In den Vereinigten Staaten wurde er von 20th Century Fox vertrieben. Die Dreharbeiten erstreckten sich über die Monate Juli, August und September 2009 und fanden in Rio de Janeiro und Brasília statt. Die Postproduktion dauerte 9 Monate.
Hauptdarsteller Renato Prieto bereitete sich fast ein halbes Jahr auf den Film vor. Er verlor in dieser Zeit 18 Pfund an Gewicht aufgrund einer Diät, die Kohlenhydrate mied und kalorienreduziert war. Das geschah unter medizinischer Betreuung. Während der Dreharbeiten verbrachte Prieto viele Stunden in der Maske, vor allem für die Szenen, die in Umbral spielen.
Etwa 90 Prozent der Szenen erforderten Spezialeffekte, so die Erschaffung von Gebäuden, Straßen und Häusern innerhalb der spirituellen Stadt bis hin zum Erscheinen von Geistern und der Darstellung ihrer Lebensweise. Die Mauer um Nosso Lar entstanden auf einer Farm in Guaratiba nahe Rio de Janeiro. Sie war 70 Meter lang und sieben Meter hoch. Nachdem die Dreharbeiten in Guaratiba beendet waren, wurden Portal und 20 Meter der Mauer ins Viertel São Cristóvão in Rio transportiert und der Eingang und das Hauptgeschäftszentrum der Stadt Nosso Lar im Detail gefilmt. Die Szenen außerhalb von Nosso Lar wurden am Pracinhas-Denkmal in Rio de Janeiro aufgenommen. Die Szenen in Umbral, also an der Schwelle zur nächsten Welt, wurden in einem Steinbruch im Stadtteil Jacarepaguá in Rio de Janeiro auf einer Fläche von 10.000 Quadratmetern gedreht. Für die Szenen, die im Haus von Lysias spielen, wurden die Objekte aus echten Konstruktionen zusammengebaut, visuelle Effekte taten ihr übriges. Bei einigen Häusern wurden Fassaden gebaut und mit Hilfe von Chroma-Key-Panels die Wirkung einer Straße voller Häuser erzeugt. Um die verschiedenen Arten von Rauch zu produzieren, war mehr als eine halbe Tonne Trockeneis erforderlich. Der Aerobus hatte eine Länge von 14 Metern und ein Gewicht von sieben Tonnen. Er wurde in Novo Hamburgo in Rio Grande do Sul gebaut, von wo aus er fünf Tage zum Drehort nach Rio de Janeiro unterwegs war. Er musste auf einem verlängerten Anhänger transportiert werden.
Am Ende des Films gibt es folgende Information: „André Luiz arbeitet bis heute als Diener in Nosso Lar. Zusammen mit dem Medium Chico Xavier hat er 16 Bücher über das Leben in der spirituellen Welt geschrieben – für Chico Xavier, André Luiz und die Einwohner von ‚Unser Heim‘.“

### Budget, Erfolg
Das Budget betrug 12,4 Millionen US-Dollar. Astral City – Unser Heim soll zur Zeit seiner Veröffentlichung der teuerste Film in der Geschichte des brasilianischen Kinos gewesen sein.

### Soundtrack
- Opus 76 No. 2 1st Movimento (Auszüge) von Joseph Haydn
- Mondscheinsonate von Ludwig van Beethoven
- Picadinho von und mit Renato Fonseca

### Veröffentlichung
Der Film hatte in Brasilien am 3. September 2010 Premiere und erreichte innerhalb von fünf Tagen bereits mehr als eine Million Zuschauer. In Spanien war er erstmals in einer limitierten Auflage ab dem 15. Mai 2014 zu sehen. In Deutschland lief der Film nicht im Kino. Die DVD- und Blu-ray-Premiere fand am 19. Mai 2014 statt und trägt den Titel Astral City: Unser Heim, herausgegeben von der KSM GmbH.
In Venezuela wurde der Film am 14. August 2015 unter dem Titel Nuestro Hogar veröffentlicht. Veröffentlicht wurde er zudem in Portugal, dort unter dem Titel O Nosso Lar, und in Russland unter dem Titel Наш дом. Der weltweite englische Titel lautet Our Home: The Astral City beziehungsweise Astral City: A Spiritual Journey oder auch Our Home Astral City: A Spiritual Journey. Der Film war in 435 Kinos zu sehen, was einen Rekord für einen brasilianischen Film darstellte.

## Rezeption

### Kritik
Ron Shaker von Boodlefish.net meinte, trotz aller guten Absichten und harter Arbeit sei ein Großteil des Films zwanzig Jahre hinter dem zurückgeblieben, was das amerikanische Publikum sich von Weltraum- und Fantasy-Filmen erwarte. Immerhin gebe es einige interessante Wendungen, wenn der Film über das Leben nach dem Tod erzähle. So scheine es, dass Wohnungen Mangelware seien, Familienbande über die körperliche Existenz hinausgingen, sodass man dieselben Eltern respektive Kinder behalten könne, wenn man wiedergeboren werde.
Scott Nye von Battleship Pretension, sobald man die ersten Szenen des Films gesehen habe, seufze man und meine: „Oh, dies ist einer dieser Filme.“ Und jeder wisse, was damit gemeint sei, selbst dann wenn Erfahrungen mit ihnen begrenzt seien. Denn diese Filme hätten mystisch-spirituelle Konzepte, die mit strahlendem Licht, weißen Gewändern, diversen Quellen von Sonnenlicht und so weiter unterlegt würden. Das Problem des Films sei nicht seine Hippie-Hippie-Trippie-Absicht, sondern dass er diese Absicht nur zu einer logischen Schlussfolgerung führe.
Helvecio Parente befand auf der Seite Blog do Heu, der Film habe seine Vorzüge, aber auch seine Mängel. Das große Verdienst von Astral City – Unser Heim sei es, ein technisch sehr gut gemachter Film zu sein. Parente lobte die Spezialeffekte, die wirklich einen sehr gelungenen Look ergeben würden und besser gemacht seien als dies bei ähnlichen Produktionen oft der Fall sei. Langweilig hingegen werde die Geschichte dadurch, dass genau erklärt werde, was gerade passiere und auch die Schauspieler würden eher mechanisch agieren, als seien sie auf Autopilot gestellt. Der kniffligste Punkt allerdings sei, dass der Film, der Spiritualismus zeige, als Film scheitere. Astral City – Unser Heim könnte ein Meilenstein in der Geschichte des brasilianischen Kinos sein, scheitere aber.
Laut Brian Orndorf von Blu-ray-com ist Astral City ein lobenswerter Versuch der Positivität, eine spirituelle Reise über die Leinwand hinaus voranzutreiben und die Tugenden der Selbstverbesserung unter Beteiligung der Gemeinschaft zu demonstrieren. In der zweiten Hälfte verliere der Film seinen Weg und der Nervenkitzel der Entdeckung werde durch die Last der Antworten ersetzt.
Bei Miscelaneapasarratos.blogspot heißt es, dass die Schauspieler ihre Sache sehr gut machen würden, gelobt wurden zudem die Spezialeffekte, die nicht schlecht seien, ebenso wurde der Soundtrack gelobt, wenn auch mit der Einschränkung, dass die Musik des Komponisten Philip Glass irgendwie immer gleich klinge.
Matheus Carrera von Complexoc.wordpress verwies darauf, dass Astral City – Unser Heim, ein Film der auf der größten spirituellen Arbeit basiere, die jemals psychographiert worden sei, die Aufmerksamkeit durch das hohe Budget auf sich ziehe, und einer der teuersten Filme sei, die jemals im brasilianischen Kino produziert worden seien. Der Film, der globale Schauspieler und Hollywood-Produktionen zusammengebracht habe, habe die Vorfreude auf seine Veröffentlichung selbst unter denjenigen geschürt, die nicht in die Kardecist-Doktrin eingeweiht seien. Obwohl über Gefühle und Tugenden gesprochen werde, die Teil eines Glaubensbekenntnisses einer Religion seien, würde das Feature jedoch nur denen gefallen, die an Spiritismus glauben würden. Der Film sei flach und anstrengend, da er die Beschreibung überzeichne und die Konflikte der Figuren nicht weiterentwickle. Mit ihrem stumpfen Text würden die Interpretationen amateurhaft daherkommen. Das Highlight des Films sei die Figur Eloisa, gespielt von Rosanne Mulholland, die einen Kontrapunkt inmitten einer unbestrittenen Welt darstelle.
Elisabet Pereira von en 8 Críticas mm stellte die Frage, wie schwer es sei, sich der Kritik eines spirituellen Films zu nähern, ohne in sumpfiges Terrain zu gelangen, in dem man untergehen könne. Denn ein christliches Thema könne für manche ein heikles Thema sein. Pereira kam zu dem Urteil, dass der Film, der zwischen Science-Fiction und christlichem Dogmatismus laviere, eine sektiererische Botschaft von epischen Ausmaßen habe. Obwohl viel moralischer Ehrgeiz den teuersten Film der brasilianischen Filmgeschichte begleite, erleide er in vielerlei Hinsicht Schiffbruch. Man dürfe nicht vergessen, dass Spiritualismus im Land des Samba tief verwurzelt sei, was seinen Erfolg in Brasilien erkläre.
Keith Watson bezog Stellung zum Film für Red Carpet Crash und meinte, das grundlegende Problem mit dem Film sei, dass es keine Spannung gebe, keine Aufregung, keine wirklichen Emotionen. Der Film beinhalte nur einen Haufen von matischigen Wohlfühlklischees: Alle Religionen seien mehr oder weniger gleich, jeder komme irgendwann in den Himmel, wir alle werden uns mit unseren Lieben wiedervereinigen. Auch wenn diese Gefühle erfreulich seien und Astral City – Unser Heim zu einem der erfolgreichsten brasilianischen Filme gemacht haben, werde der Film wahrscheinlich nicht dazu beitragen, mehr über das alles herauszufinden.
Don Simpson von Smells Like Screen Spirit sah den Film völlig anders und bescheinigte dem Regisseur Wagner de Assis, eine fantastische Arbeit geleistet zu haben. Er wolle auch nicht zu viel verraten, denn besser sei es, den Film mit jungfräulichen Augen zu erleben. Atemberaubend sei die künstlerische Leitung und auch die Spezialeffekte seien ein lohnendes Kinoerlebnis. Wer sich darauf einlasse, könne die üppigen visuellen Darstellungen von Xaviers Theorien genießen.

### Auszeichnungen
- Darren A. Bell, Geoff D.E. Scott und Renato Tilhe wurde für ihre Spezialeffekte im Film mit dem brasilianischen Kinopreis Cinema Brazil Grand Prize ausgezeichnet
- Alessandro Laroca, Armando Torres junior und George Saldanha erhielten eine Nominierung für den Cinema Brazil Grand Prize in der Kategorie „Bester Sound“
- Lia Renha wurde auf dem Miami Brazilian Film Festival 2011 mit dem Crystal Lens in der Kategorie „Bestes Szenenbild“ ausgezeichnet.
- Auf dem Prêmio Contigo Cinema, Brasilien 2011 war der Film für den Jury Award in der Kategorie „Bester Film“ und „Bestes Kostümdesign“ (Luciana Buarque) nominiert.